# Bidsprinkhanen
Bidsprinkhanen (Mantodea) zijn een orde van grote, roofzuchtige insecten met een kenmerkende, opgeheven lichaamshouding. Bidsprinkhanen komen wereldwijd voor. De meeste soorten leven in tropische streken, maar sommige vertegenwoordigers zijn ook in meer gematigde gebieden te vinden.
Alle bidsprinkhanen hebben een slanke, langwerpige lichaamsvorm en kenmerkende voorpoten die geëvolueerd zijn tot grote en krachtige, sterk gespecialiseerde vangpoten. Bidsprinkhanen hebben de typische gewoonte om dit voorste potenpaar in rust voor zich uit te houden, waarbij de dij en de scheen duidelijk zijn samengeklapt. Hieraan is het eerste deel van de Nederlandstalige naam bidsprinkhanen te danken en ook de wetenschappelijke naam Mantis religiosa (gelovige sprinkhaan) voor de bekendste Europese soort is hiervan afgeleid. Deze benaming is misleidend, want het zijn geen echte sprinkhanen. Ze zijn nauwer verwant aan de kakkerlakken (Blattodea) dan aan de rechtvleugeligen (Orthoptera), waartoe de sprinkhanen behoren. Bidsprinkhanen onderscheiden zich van de rechtvleugeligen doordat ze zonder uitzondering carnivoor zijn; ze staan bekend als vraatzuchtig en kannibalistisch. Bidsprinkhanen hebben ook een wezenlijk andere morfologie; alle soorten hebben altijd een opgerichte lichaamshouding en nooit een kruipende, zoals bij sprinkhanen, kakkerlakken en krekels het geval is.
Bidsprinkhanen grijpen alles wat ze fysiek aankunnen, waaronder prooien groter dan zijzelf. Vergeleken met andere insecten zijn bidsprinkhanen relatief groot, maar door hun vaak goede camouflage vallen ze nauwelijks op. De voornaamste vijanden van de bidsprinkhaan zijn hagedissen en vogels. Bidsprinkhanen worden vertegenwoordigd door ongeveer 2300 soorten, waarmee ze een relatief kleine orde binnen de insecten zijn. In tegenstelling tot de meeste andere insecten is het tevens een vrij uniforme groep.
In dit artikel worden verschillende wetenschappelijke (entomologische) aanduidingen gebruikt waarvoor soms geen Nederlandse naam bestaat. Zie de lijst van gebruikte wetenschappelijke termen onderaan.

## Verspreiding en habitat
Bidsprinkhanen worden aangetroffen in delen van Europa, zuidelijk Azië, Noord- en Zuid-Amerika, Afrika, Nieuw-Zeeland en delen van Australië. Vrijwel alle soorten komen voor in tropische en subtropische gebieden maar er zijn ook soorten die in de warmere gematigde gebieden leven. Alleen de Europese bidsprinkhaan (Mantis religiosa) komt algemeen voor in met name de zuidelijke delen van Europa, rond de Middellandse Zee, in zuidelijk Duitsland en in Belgisch-Lotharingen zijn waarnemingen bekend. De Europese bidsprinkhaan komt in elk geval al sinds 2009 in Nederland voor. Pas in 2023 werden voor het eerst in Nederland jonge exemplaren en eitjes aangetroffen. Dat gebeurde in Nationaal Park De Meinweg in de provincie Limburg. Daarmee werd vastgesteld dat het insect zich in Nederland voortplant. In grote delen van Noord-Europa komen geen bidsprinkhanen voor. Ook in zuidelijk Zuid-Amerika en delen van Noord-Amerika leven van nature geen bidsprinkhanen. Een aantal soorten is hier wel geïntroduceerd, zoals de Europese bidsprinkhaan die als exoot voorkomt in onder andere Noord-Amerika (Verenigde Staten). Rond de evenaar komen overal ter wereld bidsprinkhanen voor.
Bidsprinkhanen leven meestal op planten, soms dicht bij de bodem of op enige hoogte. De microhabitat kan sterk verschillen; bepaalde soorten leven meer in grassen, andere meer in struiken en sommige soorten zijn gespecialiseerd in het leven op bloemen. Een aantal soorten leeft in meer extreme milieus, zoals woestijnen. Een klein aantal soorten is strikt bodembewonend en jaagt in de strooisellaag op prooien maar geen enkele soort heeft een gravende levenswijze. Ook soorten die op enigerlei wijze zijn aangepast op het leven in water komen niet voor. De meeste bidsprinkhanen verdrinken zelfs ogenblikkelijk wanneer ze in open water terechtkomen. Van jonge nimfen is bekend dat ze in een enkele waterdruppel al kunnen verdrinken.

## Kenmerken
|                                      |  |
| Een exemplaar uit Lissabon, Portugal |  |

Bidsprinkhanen zijn er in alle vormen en maten, maar toch zijn ze in de regel eenvoudig van andere insecten te onderscheiden dankzij hun karakteristieke bouw. Ze zijn voornamelijk te herkennen aan de volgende drie kenmerken:
- De kop is altijd driehoekig en draagt relatief grote samengestelde ogen die duidelijk te onderscheiden zijn. De kop is opvallend beweeglijk, wat uniek is voor een insect.
- De hals is opvallend lang en draagt het voorste potenpaar. Deze 'hals' is onderdeel van het borststuk en wordt de prothorax genoemd. Door de sterk verlengde prothorax staan de achterste twee paar poten relatief ver van de voorste poten, dit in tegenstelling tot vrijwel alle andere insecten.
- De voorpoten zijn het duidelijkste kenmerk omdat ze zijn omgebouwd tot enorme vangarmen die in rust tegen elkaar worden geklapt.

De kleinste soorten bereiken een lengte van ongeveer 1,5 centimeter, de grootste soorten (zoals uit de geslachten Hierodula en Ischnomantis) kunnen meer dan 25 cm lang worden. De meeste soorten hebben een lichaamslengte van ongeveer vijf tot tien centimeter.

### Kop

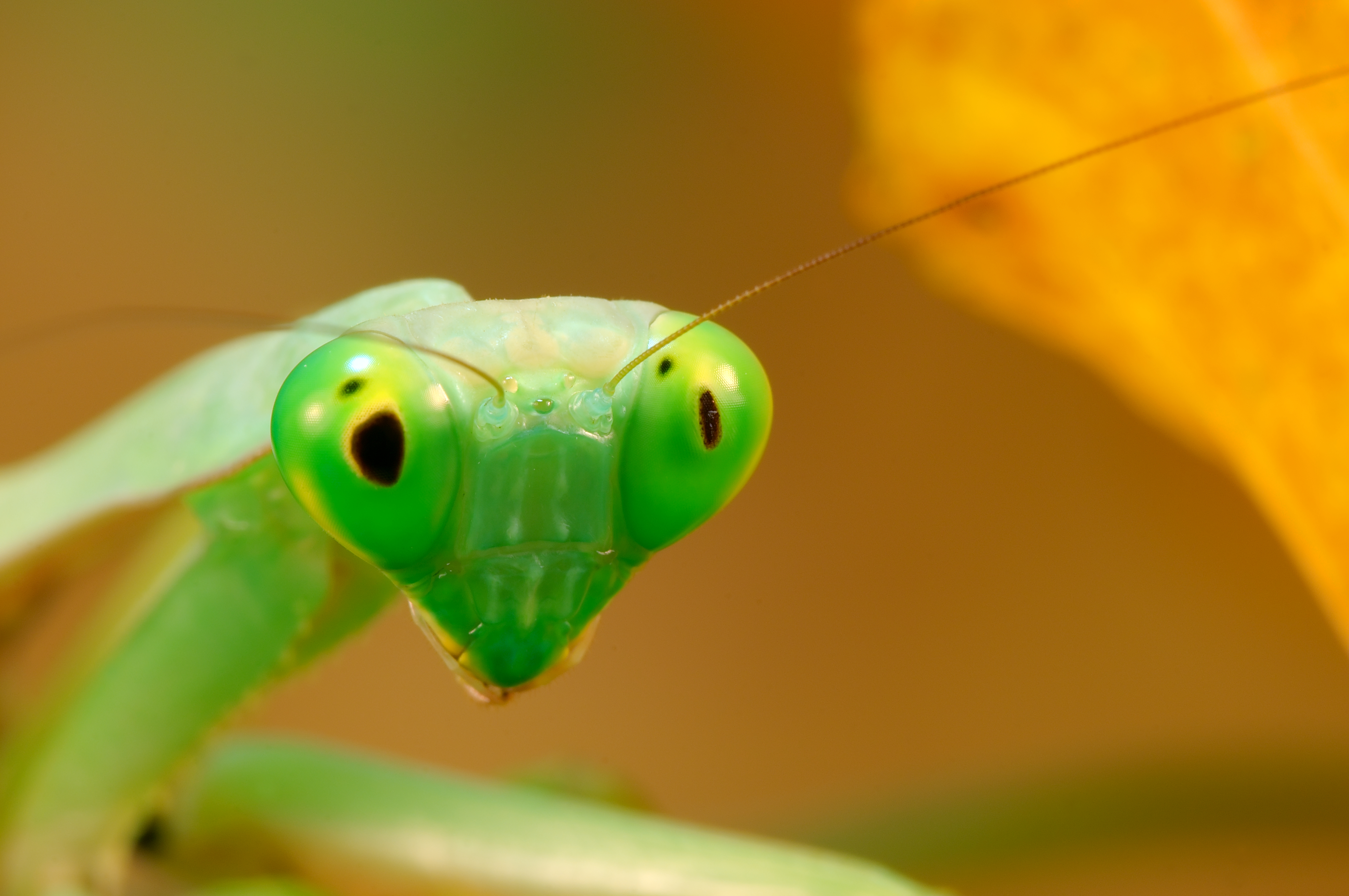
Vooraanzicht van de Aziatische soort Rhombodera basalis met driehoekige kop, draadvormige antennes, ocelli (tussen de antennes) en 'pupil'

De kop van een bidsprinkhaan is driehoekig. Bij sommige soorten heeft de kop grillige vergroeiingen die dienen ter camouflage. De kop beschikt over een beweeglijkheid die met geen enkel ander insect te vergelijken is. De kop kan alle kanten op worden gedraaid, zodat de sprinkhaan om zich heen kan kijken zonder het lichaam te bewegen.
Een bidsprinkhaan heeft vijf ogen, waarvan er twee dienen voor het waarnemen van voedsel en gevaar en drie die een meer ondergeschikte visuele functie hebben. De twee samengestelde ogen of facetogen bestaan uit tientallen kleinere oogjes of ommatidiën. De facetogen zijn bij alle bidsprinkhanen relatief groot. Ze zijn bij veel soorten meer in de kop gelegen, maar bij een aantal soorten puilen ze uit. De andere drie ogen zijn eenvoudig van structuur. Dit zijn de enkelvoudige ogen of puntogen (ocelli). Aan de bovenzijde van de kop is aan weerszijden een oogje aanwezig en de derde zit meestal tussen de facetogen, meer aan de voorzijde van de kop. Zie voor het gezichtsvermogen onder zintuigen.
Bidsprinkhanen hebben in vergelijking met andere insecten vrij lange antennes, maar deze zijn nooit langer dan het lichaam, zoals bij verwante groepen als krekels het geval is. Bidsprinkhanen en krekels hebben wel gemeen dat de antennes erg beweeglijk zijn en vrijwel continu in beweging zijn. De antennes zijn boven op de kop geplaatst, tussen de ogen. Ze zijn meestal dun en draadvormig (filiform), maar er zijn enkele uitzonderingen waarbij de antennes geveerd zijn zoals de in zuidwestelijk Europa levende soort Empusa pennata.
Bij de mannetjes zijn de antennes altijd langer dan bij vrouwtjes van dezelfde soort. De antennes worden voornamelijk gebruikt om een partner op te sporen.
De monddelen zijn bijtend en kauwend. Bidsprinkhanen hebben net als verwante groepen (sprinkhanen en krekels, kakkerlakken) een onderkaak of mandibel en een bovenkaak of maxilla. Zowel de boven- als onderkaak heeft een paar tasters, respectievelijk de liptasters en kaaktasters.

### Borststuk
Bidsprinkhanen hebben een duidelijk van de kop te onderscheiden borststuk en achterlijf. Bij de bidsprinkhanen is met name het borststuk aangepast aan het vangen van prooien. Het voorste thoraxsegment (de prothorax) is in vergelijking met dat van andere insecten sterk verlengd, waardoor de vangpoten vrij ver van de looppoten staan. De looppoten zijn aan de basis van het borststuk bevestigd en de vangpoten meer aan de voorzijde, waardoor de reikwijdte van de vangpoten aanzienlijk wordt vergroot. De prothorax wordt beschermd door het halsschild, dat eveneens sterk verlengd is.
Bidsprinkhanen hebben een groef aan de onderzijde van het derde en achterste segment van het borststuk, de metathorax. Hierin zijn twee tegenover elkaar gelegen tympana (enkelv. tympanum, trommelvliezen) aanwezig, met achter ieder trommelvlies een met lucht gevulde holte. Het orgaan kan ultrageluid waarnemen; dit is een aanpassing aan predatie door de vleermuis, die op de meestal 's nachts vliegende mannetjes jaagt, zie onder vijanden.

#### Poten

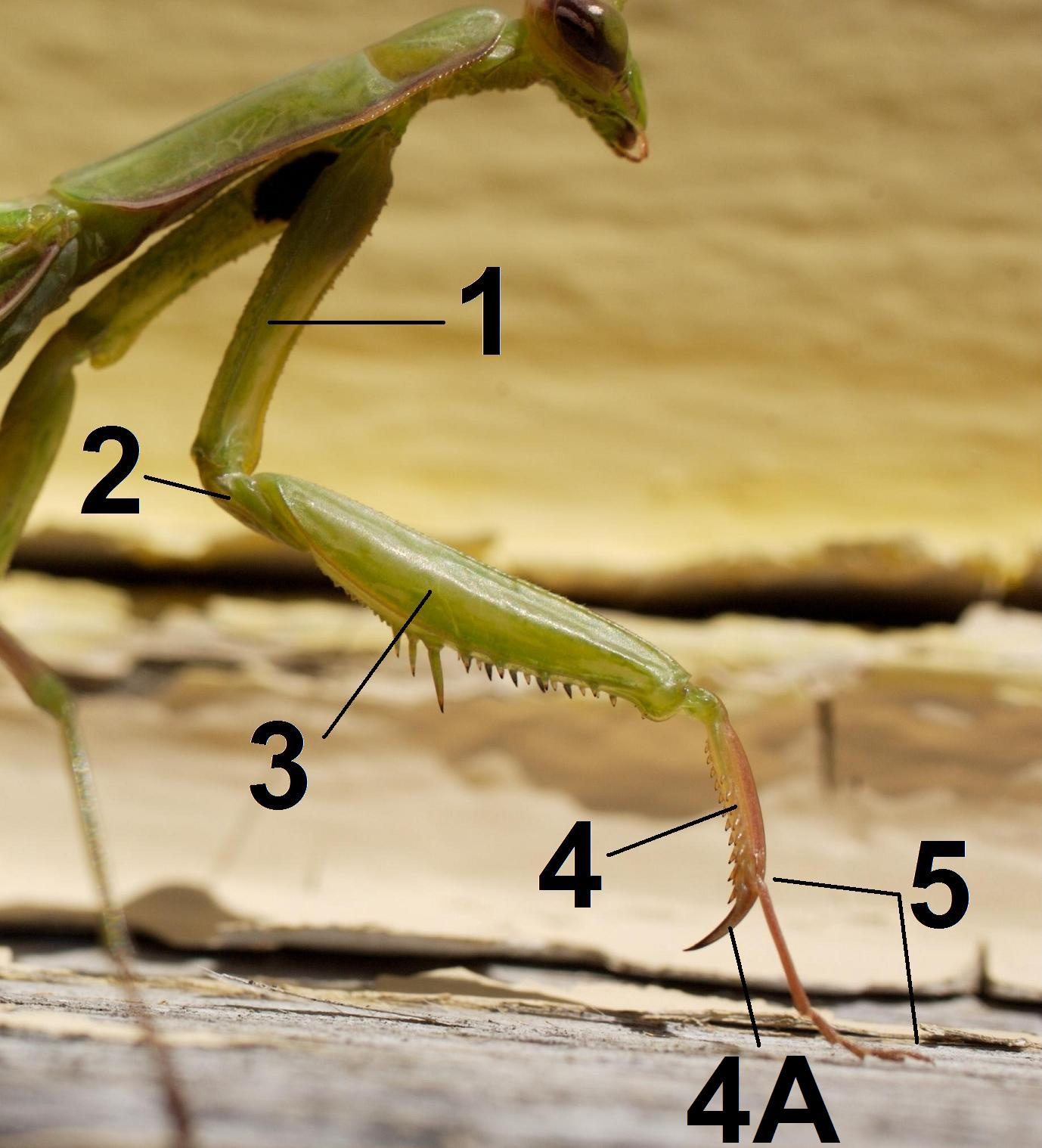
Delen van de poot

De twee paar looppoten zijn duidelijk te onderscheiden van het vergrote paar vangpoten. De looppoten hebben geen duidelijke rijen doorntjes zoals de vangpoten en zijn dun en opvallend lang. De looppoten zijn meestal niet geschikt om mee te rennen, waardoor bidsprinkhanen niet erg snel zijn. De looppoten worden gebruikt om te 'wiegen'; door met de poten langzaam schommelende bewegingen te maken wordt de indruk gewekt dat de bidsprinkhaan een blaadje of takje is wat meebeweegt in de wind. Dit gedrag versterkt de camouflage doordat de bidsprinkhaan zo minder opvalt. Het wiegen met de poten komt overigens ook voor bij andere insecten zoals de wandelende tak en het wandelend blad (Phasmatodea).
De vangpoten zijn ver uit de buurt van de looppoten gelegen en hebben een verandering ondergaan die voor bidsprinkhanen kenmerkend is. De vangpoot bestaat vanuit het lichaam bezien uit de coxa of heup (1), die via de moeilijk zichtbare trochanter (2) verbonden is met het femur of dij (3). De dij is bij de meeste soorten het breedste deel van de poot en het best ontwikkeld. Bij sommige soorten is de dij duidelijk blad-achtig afgeplat. De binnenzijde van de dij bevat een duidelijk zichtbare rij stekels die de prooi ankeren. De stekels van de dij sluiten aan bij de stekels van de tibia of scheen (4), zodat ze bij een gesloten ('biddende') poot precies in elkaar passen. De scheen van de bidsprinkhaan heeft een vaak duidelijk zichtbare 'vanghaak' (4A); een dolk-achtige structuur die dezelfde functie heeft als de stekels: vasthouden van de prooi. Het laatste segment van de vangpoot is de tarsus of voet (5). Deze bestaat altijd uit vijf geledingen die de tarsomeren worden genoemd. Net als bij alle insecten dienen deze geledingen om houvast te krijgen op de ondergrond.

#### Vleugels

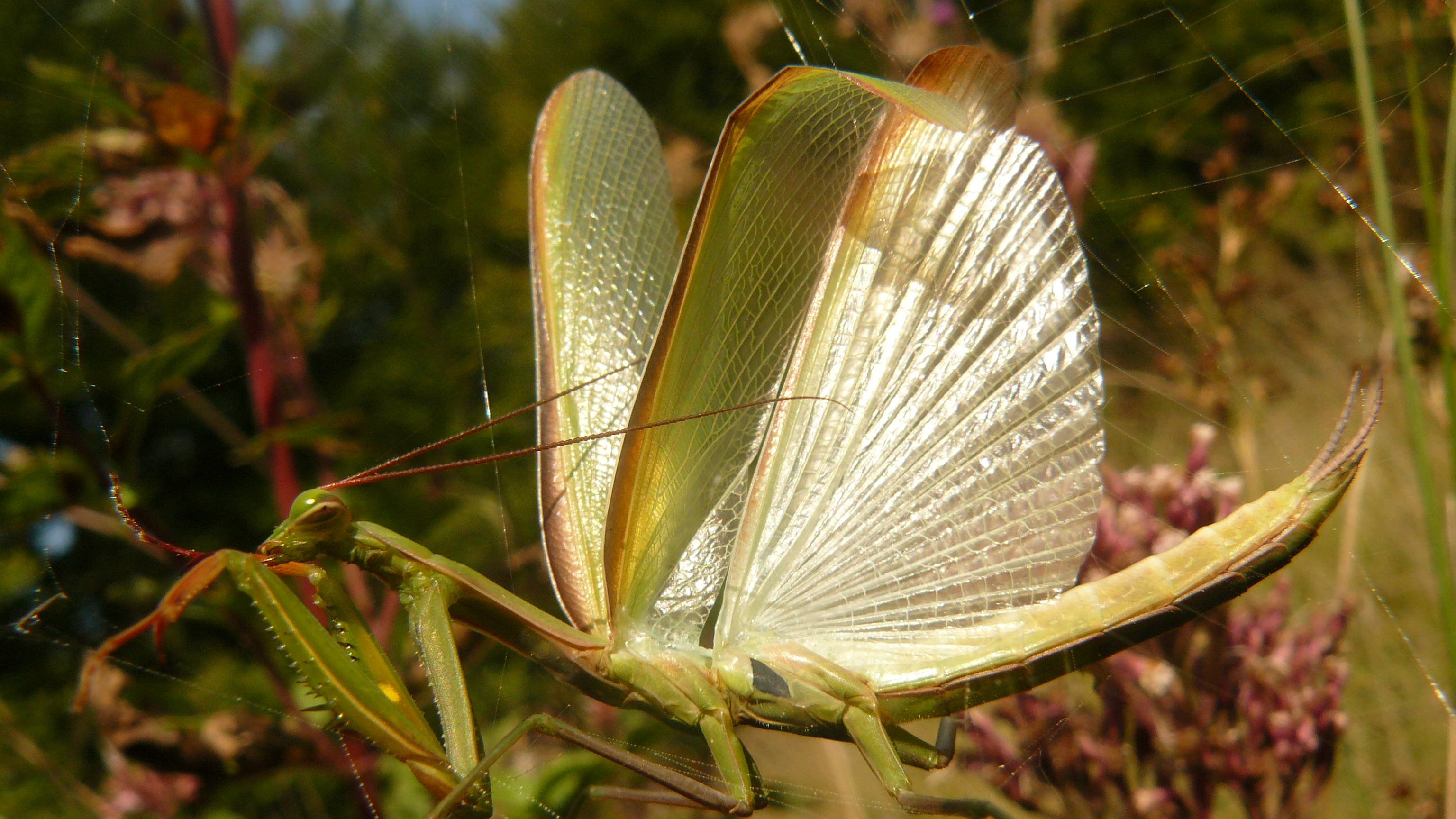
Vleugels van de Europese bidsprinkhaan

Bidsprinkhanen hebben, als de meeste insecten, in beginsel twee paar vleugels die in rust over elkaar gevouwen zijn op het achterlijf. De bovenste, zichtbare vleugels zijn de voorvleugels. Deze hebben dezelfde kleur als het lichaam en dienen als bescherming voor de achtervleugels. De achtervleugels zijn de vliezige, kwetsbare vleugels waarmee gevlogen wordt. Het oppervlak van de achtervleugels is veel groter dan de voorvleugels, ze worden in rust opgevouwen zodat ze volledig bedekt worden door de voorvleugels.
De vleugels worden ook gebruikt om vijanden af te schrikken; bij deze soorten worden door de vleugels uit te klappen schrikkleuren getoond en tevens lijkt het lichaam groter, zie onder vijanden.
In tegenstelling tot de meeste andere gevleugelde insecten gebruiken bidsprinkhanen hun vleugels zelden om zich te verplaatsen. Ze vliegen alleen uit noodzaak, zoals in geval van bedreiging of een val uit een boom. Het zijn in de regel slechte vliegers die zich tijdens de vlucht gemakkelijk uit de lucht laten plukken. Bidsprinkhanen vliegen onhandig en zijn in vlucht niet erg wendbaar in vergelijking met andere vliegende insecten zoals vliegen en libellen. Als er gevlogen wordt gebeurt dit meestal 's nachts, zodat ze voor veel vijanden onzichtbaar zijn.

### Achterlijf
Het achterlijf of abdomen van de bidsprinkhaan bevat de spijsverteringsorganen en de geslachtsorganen. Vanwege het grote aantal eitjes dat per keer wordt afgezet heeft de vrouwelijke bidsprinkhaan hier veel ruimte nodig. Het achterlijf van vrouwelijke exemplaren kan sterk worden uitgerekt, zodat ze grote hoeveelheden voedingsstoffen en eitjes kan opslaan.

### Zintuigen
Bidsprinkhanen gebruiken voornamelijk hun ogen om voedsel en vijanden uit elkaar te houden en hebben hiervoor verschillende morfologische aanpassingen ondergaan. De enkelvoudige ogen of ocelli zijn aan de bovenzijde van de kop gelegen. De ocelli kunnen geen beelden vormen, maar wel grove lichtverschuivingen waarnemen, zoals van een van boven aanstormende vijand. Doordat er drie ocelli zijn, kan ook de richting van de verschuiving worden bepaald.
Het gezichtsveld van de bidsprinkhaan is relatief groot, doordat de kop alle kanten op kan worden gedraaid. De bidsprinkhaan heeft hierdoor een blikveld van 300°. De ogen zijn naast elkaar gelegen aan de voorzijde en niet aan de zijkanten van de kop, zodat het blikveld door beide ogen wordt bekeken. Zo ontstaat een binoculair zicht, zodat afstanden kunnen worden ingeschat. Door gebruik te maken van parallax kan de bidsprinkhaan inschatten hoe groot de afstand tot een prooidier is. Hierbij beweegt hij zijn kop, waardoor de positie van de prooi ten opzichte van de achtergrond verandert en de afstand kan worden bepaald.
De ogen van bidsprinkhanen kunnen van kleur veranderen; bij veel licht zijn ze lichter en als de lichtsterkte afneemt, worden ze donkerder. Een ander kenmerk van de ogen is de aanwezigheid van iets dat op pupillen lijkt; ieder oog heeft een zwart puntje dat de waarnemer constant aan lijkt te kijken, onafhankelijk van de hoek waarmee naar de bidsprinkhaan gekeken wordt. In werkelijkheid is dit een optische illusie; insecten hebben nooit pupillen en de zwarte puntjes zijn het gevolg van de reflectie van het licht vanuit het oog.
Het gezichtsvermogen draagt in belangrijke mate bij aan het bliksemsnel kunnen grijpen van de prooi. De bidsprinkhaan kan de miniemste bewegingen detecteren, maar als een prooi doodstil blijft zitten, kan deze niet worden waargenomen. De kleinste beweging van de antennes is genoeg om te worden opgemerkt.
Een aantal bidsprinkhanen heeft een gehoororgaan dat gelegen is aan de onderzijde van het borststuk. Er zijn meer insecten die geluiden kunnen waarnemen, zoals de rechtvleugeligen, maar bij deze soorten is het gehoororgaan net onder de knie van de scheen gelegen (bij krekels), of op het achterlijf achter de achterpoot (bij sprinkhanen). Bovendien dient het vermogen geluid waar te nemen bij krekels en sprinkhanen om partners op te sporen. Bij bidsprinkhanen dient het om in het donker vleermuizen waar te nemen, die belangrijke vijanden zijn van veel soorten.

### Onderscheid met andere groepen

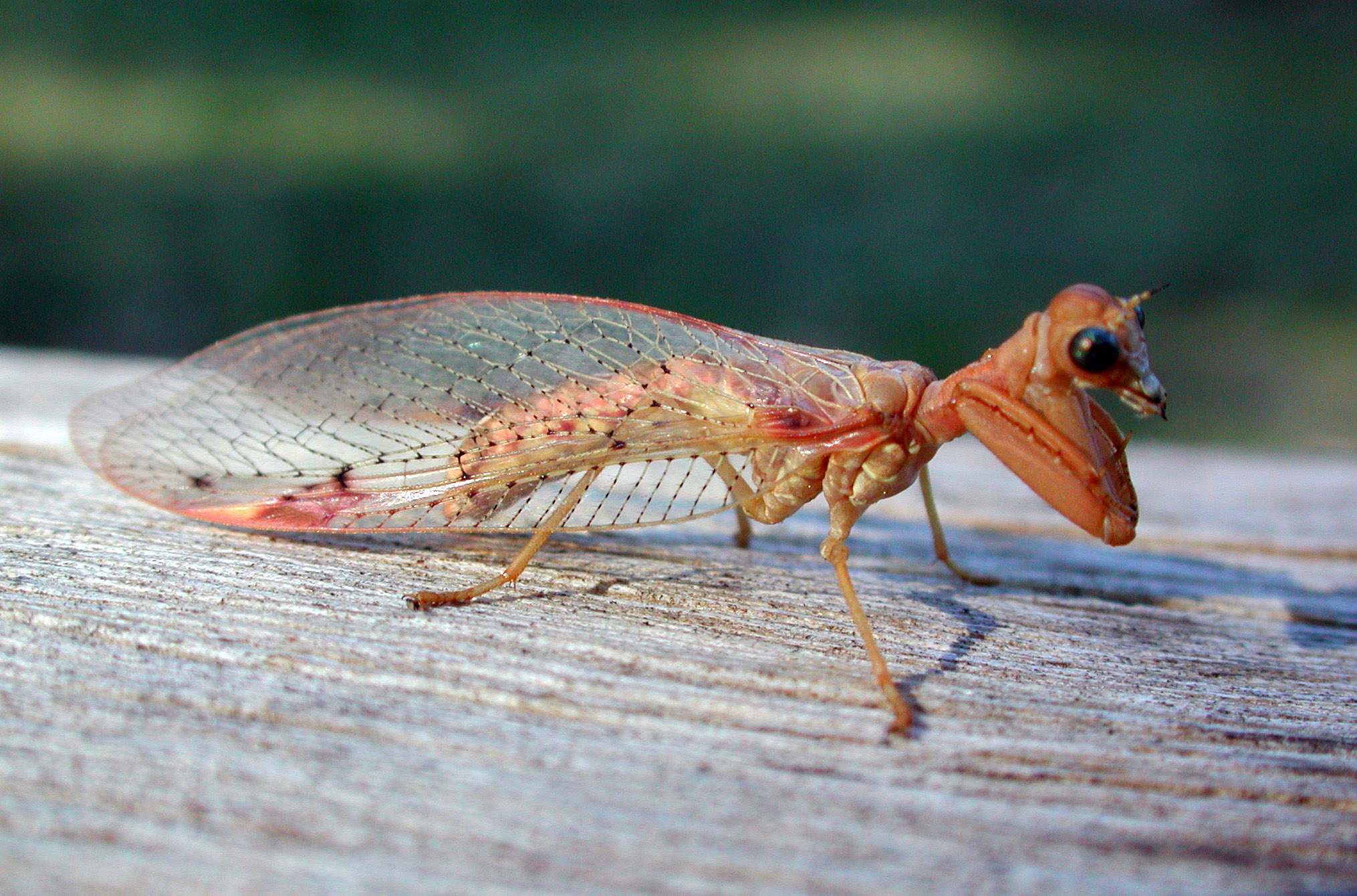
Insecten uit de familie Mantispidae lijken enigszins op bidsprinkhanen. Ze behoren echter tot de netvleugeligen (Neuroptera).

Bidsprinkhanen zijn meestal gemakkelijk van andere insecten te onderscheiden maar er zijn enkele groepen die aan bidsprinkhanen doen denken, zoals bepaalde wantsen, vliegen en sommige andere insecten. Vooral insecten met gespecialiseerde vangpoten, een vorm van convergente evolutie, kunnen worden verward met bidsprinkhanen. Dit zijn bijvoorbeeld:
- Mantispidae; deze familie van vliegachtige insecten behoort tot de netvleugeligen (Mecoptera). Ze hebben net als bidsprinkhanen een sterk verlengde prothorax waaraan duidelijk vangpoten bevestigd zijn. Een groot verschil zijn echter de grote, doorzichtige en dakvormige vleugels met een duidelijk zichtbare adering. Bij de bidsprinkhanen komt dit, met uitzondering van de familie Chaeteessidae, niet voor.
- Nepomorpha: deze groep van in water levende roofwantsen heeft net als bidsprinkhanen tot vangpoten omgebouwde voorpoten die gesepareerd zijn van de twee achterste potenparen. Bij de waterwantsen is er meestal geen verlengd prothorax, enkele uitzonderingen daargelaten. De staafwants bijvoorbeeld lijkt op een onderwaterversie van de bidsprinkhaan maar is net als andere wantsen te onderscheiden door de enkelvoudige steeksnuit. Bidsprinkhanen hebben altijd bijtende en kauwende kaakdelen.
- Dryinidae (Tangwespen): dit is een familie van wespen die een mierachtig uiterlijk hebben, de vangpoten bestaan uit de tarsi en zijn zeer klein. Alleen de vrouwtjes hebben vangpoten. Ze zijn meestal goed te onderscheiden.
- Phymatidae; dit is een familie van roofwantsen die kleine, korte maar duidelijk zichtbare vangpoten hebben. Ze hebben echter het typische plat en brede wantsenlichaam en zijn meestal goed te onderscheiden.

## Voortplanting

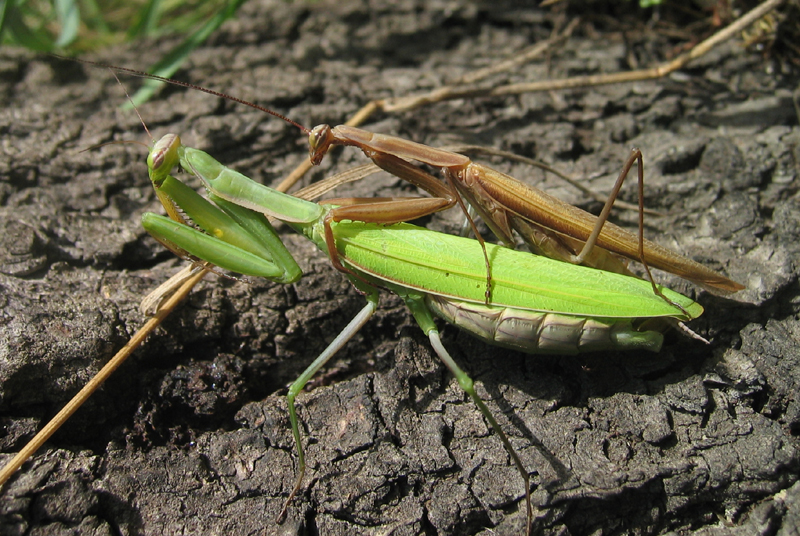
Paring Europese bidsprinkhaan

Een jonge bidsprinkhaan lijkt in de regel al op een volwassen exemplaar en groeit in stapjes door te vervellen. De verschillende stadia van pasgeboren bidsprinkhaan tot volwassen insect worden de nimfstadia genoemd. Insecten die in stapjes vervellen kennen een onvolledige gedaanteverwisseling en behoren tot de Exopterygota.

### Geslachtsonderscheid
Mannetjes hebben meestal acht buikplaten of sternieten, tegenover vrouwtjes die er zes hebben waarvan het laatste spitser is en een duidelijke groef heeft. De extra sternieten van de mannetjes spelen een rol bij de copulatie. De vrouwtjes zijn in de regel veel groter dan de mannetjes. Bij enkele soorten zijn de volwassen mannetjes onooglijk klein in vergelijking met een vrouwtje, zoals bij Hymenopus soorten. Bidsprinkhanen maken gebruik van feromonen om elkaar te vinden. Het vrouwtje verspreidt een lokstof die door het mannetje wordt opgespoord. Het mannetje heeft vaak langere vleugels dan het vrouwtje. Dit is omdat de mannetjes de vrouwtjes opzoeken.

### Paring

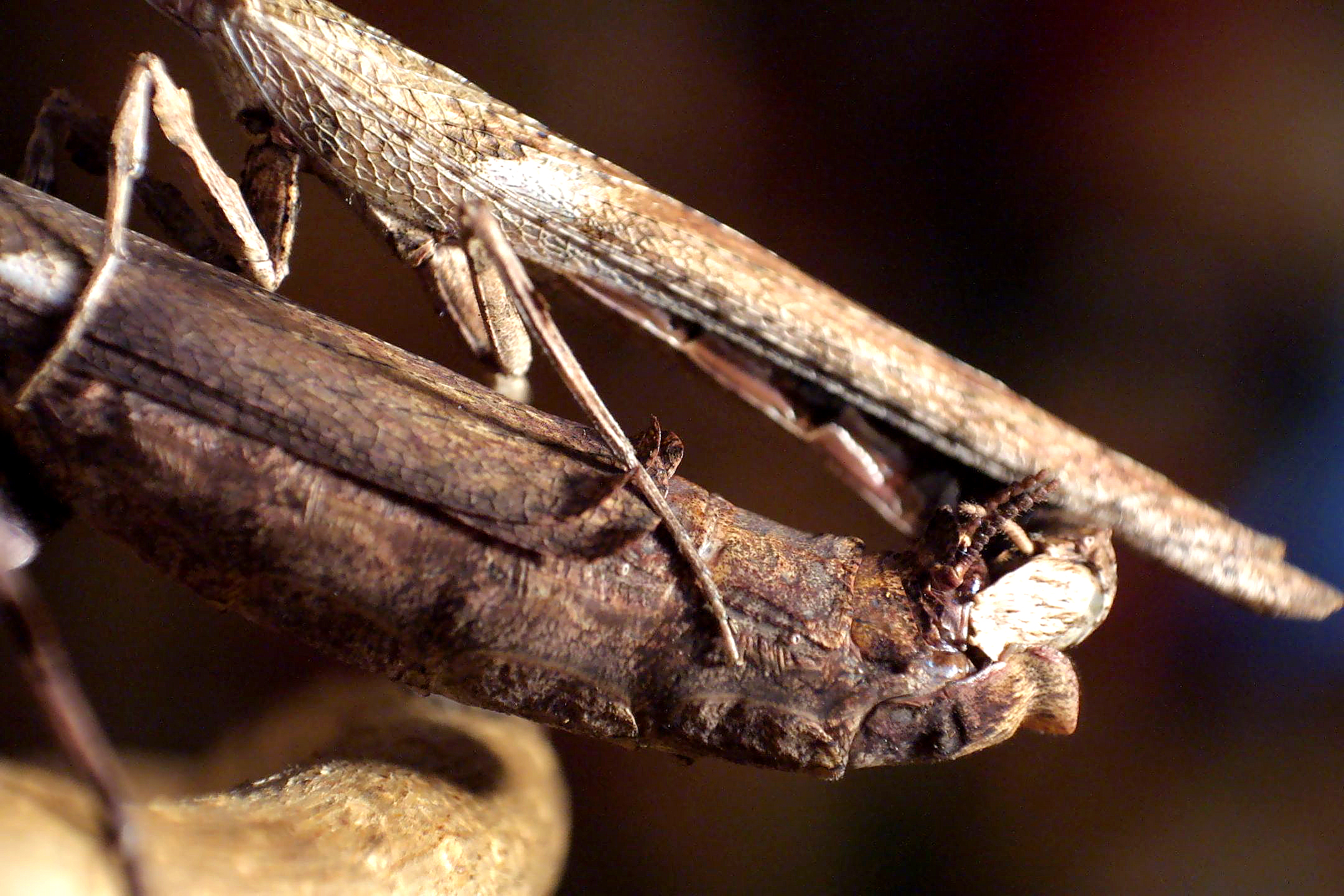
Copulatie van Popa spurca

Het is een misverstand dat de mannetjes tijdens de paring altijd worden opgegeten, er zijn ook soorten waarbij het mannetje niets te vrezen heeft. Met name bij de dwergsoorten, zoals Ameles spallanzania, zijn de vrouwtjes niet kannibalistisch. In gevangenschap gehouden mannetjes van zelfs de agressiefste soorten zijn betrekkelijk veilig als het vrouwtje goed gevoerd is en vlak voor de paring een prooi krijgt aangeboden.
Bij de meeste soorten is de paring voor het mannetje echter een hachelijke zaak, omdat de kans bestaat dat hij al voor de paring wordt opgegeten door het vrouwtje. Als een mannetje een vrouwtje herkent, gaat hij omzichtig te werk en hij kan er uren over doen om een vrouwtje te benaderen. Een paringsbereid mannetje is sterk gefixeerd en verliest het vrouwtje niet meer uit het oog. Nadat hij op haar is gesprongen begint hij met zijn voelsprieten tegen het halsschild van het vrouwtje te tikken wat waarschijnlijk ten doel heeft om haar te kalmeren. Van de orchidee-bidsprinkhaan (Hymenopus coronatus) is bekend dat het mannetje hoorbaar met zijn vangpoten op het halsschild van het vrouwtje trommelt bij de paring. Als ze de paring toestaat maakt hij contact door zijn cloaca met die van haar te verbinden aan de achterlijfspunt. Hierbij komen de extra segmenten van pas waardoor het mannetje verhoudingsgewijs langer is en zijn achterlijf iets kan krommen. Bij de bevruchting geeft het mannetje een spermapakketje of spermatofoor af. Nadat het zaadpakket is afgezet, zal het mannetje in de meeste gevallen proberen te vluchten om op zoek te gaan naar een ander vrouwtje, maar van sommige soorten is bekend dat ze juist op haar blijven zitten. Zo voorkomt het mannetje dat een ander mannetje met het vrouwtje paart en door de concurrentie wordt bevrucht.
Het vrouwtje begint haar partner soms al tijdens de paring op te eten. Opmerkelijk is hierbij dat het mannetje in staat is om de paring voort te zetten nadat hij is onthoofd en half opgegeten. Dit is mogelijk doordat de zenuwknopen (ganglia) in het achterlijf actief blijven totdat ze worden verschalkt, zodat de spieren aangestuurd kunnen blijven worden.
Bij een aantal soorten scheidt de kop van het mannetje paringsonderdrukkende stoffen af, zodat het mannetje seksueel actiever wordt nádat hij is onthoofd. Bij sommige soorten kan het mannetje zelfs geen spermapakket afzetten zolang hij zijn kop nog heeft.
Als het mannetje na de paring wordt opgegeten lijkt dit misschien wat sneu maar toch heeft hij er voordeel bij; het vrouwtje heeft direct na de paring iets te eten. Voor de aanmaak van eieren zijn bouwstoffen nodig en zo geeft het mannetje niet alleen zijn genen maar tevens zijn proteïnen door aan zijn nageslacht. Dit verschijnsel is overigens heel normaal bij vele andere geleedpotigen, zoals spinnen, schorpioenen en ook bij sommige andere insecten zoals de mierenleeuwen.
Na de paring bewaart het vrouwtje de spermacellen in een speciale lichaamsholte, de spermatheca. Het leggen van de eitjes kan in principe de volgende dag al plaatsvinden.

### Ei

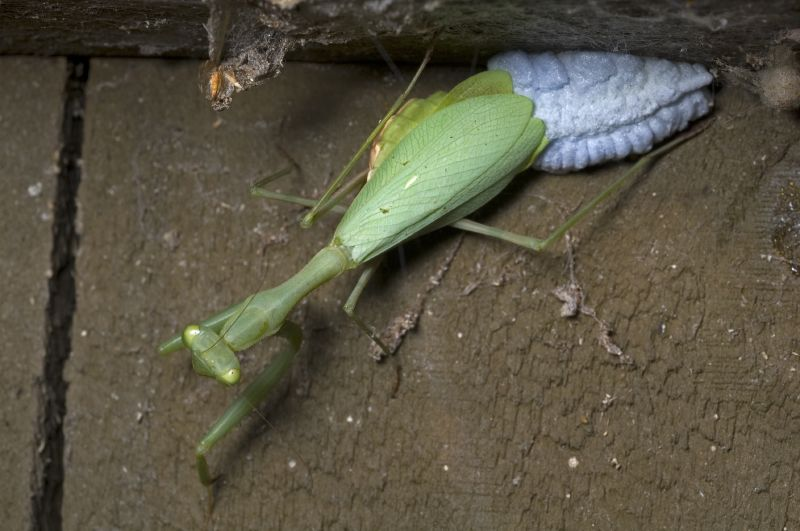
Een vrouwelijke Miomantis caffra zet haar eitjes af.

Bidsprinkhanen zijn zonder uitzondering eierleggend, de enige tientallen tot honderden eitjes worden in een eiercocon of oötheek afgezet. Het aantal eitjes is afhankelijk van de hoeveelheid voedsel die een vrouwtje heeft weten te bemachtigen wat de vraatzucht van de dieren verklaart. Als de eitjes worden afgezet op het substraat, worden ze bedekt met een vloeibare substantie, die door lichaamsbewegingen van het vrouwtje wordt opgeklopt tot een schuimachtig goedje. Het schuim hardt in de lucht snel uit en bedekt de eieren volledig maar is toch luchtdoorlatend.
De eitjes moeten niet op een te droge plaats worden afgezet omdat ze anders uitdrogen en afsterven. Ook als de eieren aan te veel vocht blootstaan kunnen ze door verrotting afsterven. Het aantal eipakketten is afhankelijk van de soort; de meeste bidsprinkhanen zetten 3 tot 6 eipakketten af maar dit kan oplopen tot 20.
De eipakketten zijn meestal rond tot ovaal, waardoor ze van de eipakketten van andere insecten te onderscheiden zijn. Sommige soorten echter hebben een opmerkelijk plat of juist langwerpig pakket, zoals de Afrikaanse soort Phyllocrania paradoxa, die een langwerpig eipakket heeft met een opvallende, uitstekende punt waardoor het geheel doet denken aan een pijlstaartrups.

### Nimf

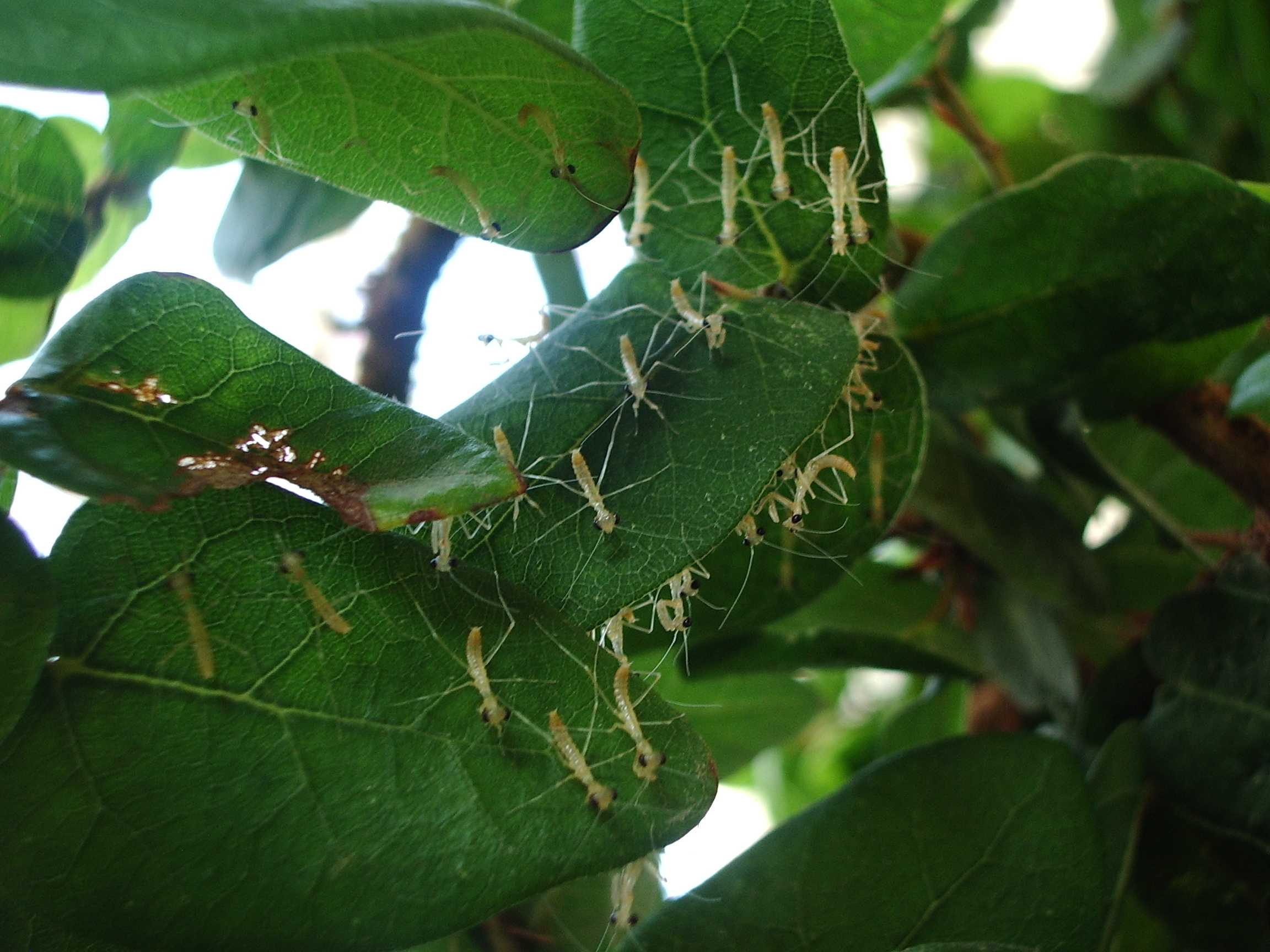
De nimfen van Sphodromantis viridis verschuilen zich onder een blad.

Het juveniele (onvolwassen) stadium van de bidsprinkhaan wordt nimf genoemd. De nimfen verschijnen zodra de eieren uitkomen en laten zich aan een draadje naar beneden zakken. Dit draadje lijkt op spinrag, het bestaat uit een vloeistof die snel uithardt zodra het in contact komt met de lucht. De spinselklieren zijn gelegen aan de achterzijde van het achterlijf. Opmerkelijk is dat de nimfen alleen spinsel kunnen maken in hun eerste stadium, zodra de nimf verveld is gaat het vermogen om spinsel te maken verloren. Bij veel soorten komen de nimfen ongeveer tegelijk uit, bij andere worden per dag slechts enkele nimfen geboren gedurende langere tijd. Bij de geboorte lijken de nimfen niet erg op hun ouders, maar ze vervellen vrijwel onmiddellijk en zijn daarna miniatuurversies van de volwassen exemplaren. De nimfen veranderen in stapjes waarbij ze steeds vervellen en groter worden en na iedere vervelling meer kenmerken van de volwassen exemplaren krijgen. Bij de nimfen is de vervelling een hachelijke zaak omdat ze vlak na de vervelling zeer kwetsbaar zijn vanwege het nog zachte lichaam en omdat het gehele lichaam vervelt; ook de reeds ontwikkelde monddelen en de sprieterige antennes en poten. De nimf zuigt zo veel mogelijk lucht in het achterlijf om het lichaam zo groter te maken. Als de bidsprinkhaan wordt aangeraakt tijdens of vlak na de vervelling treden gemakkelijk beschadigingen op die niet meer herstellen. Ook de weersomstandigheden zijn van belang; als het te droog is komt de nimf niet uit zijn oude huid wat fataal is.
Het aantal vervellingen is afhankelijk van de soort en hangt waarschijnlijk ook samen met de hoeveelheid voedsel die wordt opgenomen. Tijdens de vervelling zijn de dieren kwetsbaar voor vijanden, meestal trekken ze zich terug onder een blad. De nimfen vervellen 7 à 8 keer voordat het volwassen stadium (imago) wordt bereikt.

### Imago
Bij de volwassen exemplaren zijn de vleugels en de vangpoten volledig ontwikkeld. De volwassen exemplaren vervellen niet meer en leven enkele weken tot maanden. Als de vrouwtjes volwassen zijn scheiden ze feromonen af om de mannetjes te lokken. Volwassen mannetjes zijn hier zeer gevoelig voor en zoeken actief naar vrouwtjes door gebruik te maken van de antennes, die snel heen- en weer worden bewogen. De vleugels van mannetjes zijn ook beter ontwikkeld zodat ze vliegend naar vrouwtjes kunnen zoeken. Bidsprinkhanen leven in het volwassen stadium nog enkele maanden, afhankelijk van de temperatuur en het voedselaanbod.

## Voedsel

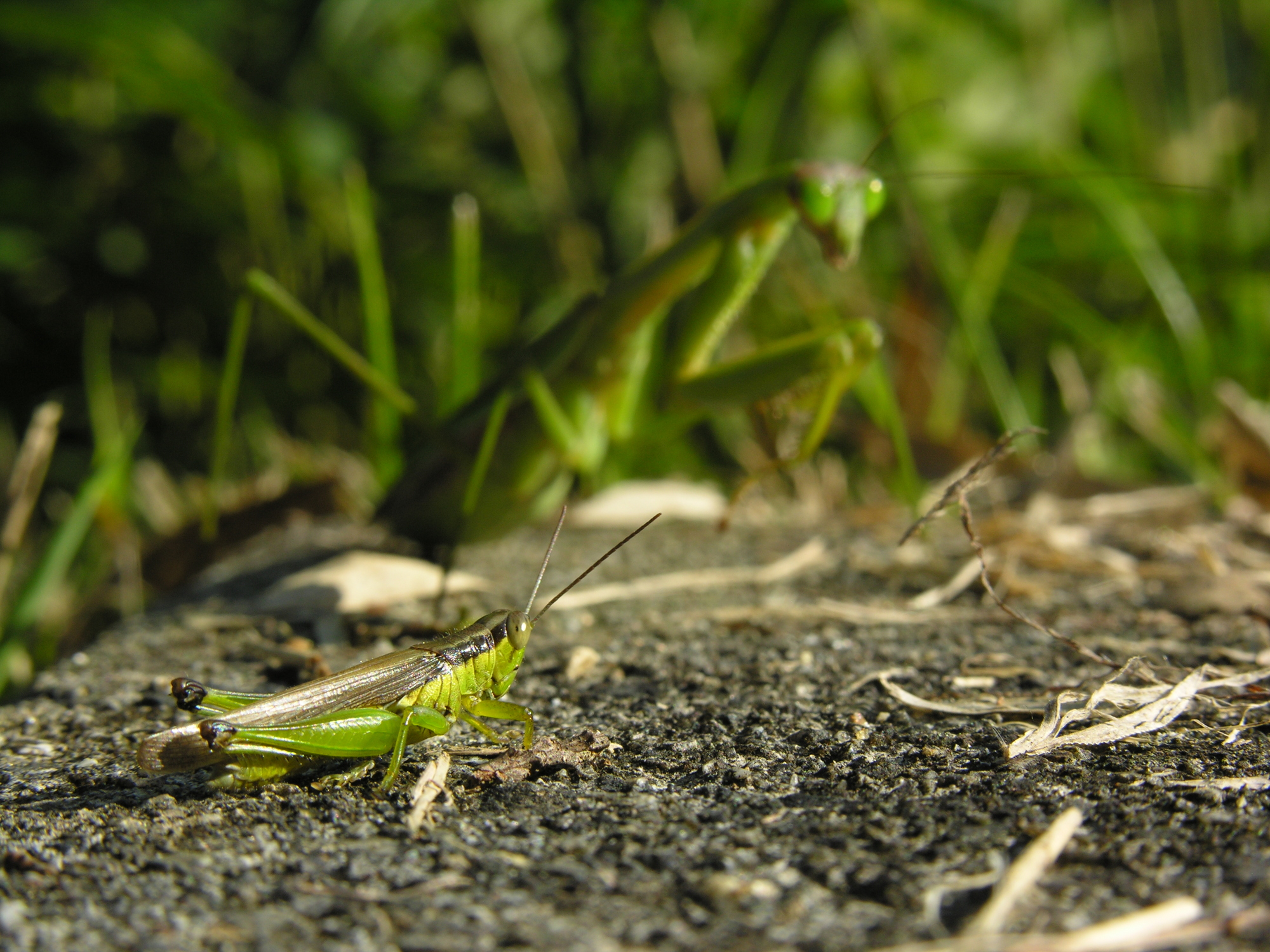
Een bidsprinkhaan (achtergrond) loert op een sprinkhaan (voorgrond).

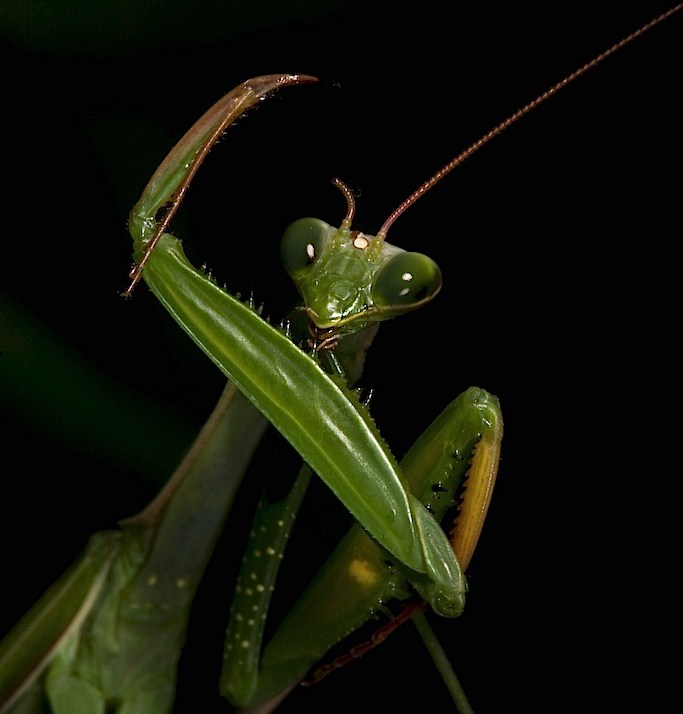
Na de maaltijd worden de poten met de monddelen gereinigd.

Bidsprinkhanen jagen vanuit een hinderlaag; ze blijven doodstil zitten tot er een prooi langskomt die vervolgens wordt gegrepen. Alleen een hongerig exemplaar zal actief op prooien jagen. Soorten die in voedselarme gebieden leven zoals woestijnen, foerageren actief op zoek naar voedsel. Bidsprinkhanen jagen altijd overdag, wat een belangrijk verschil is met de nachtactieve kakkerlakken waaraan ze verwant zijn.
Bidsprinkhanen staan bekend als uitzonderlijk roofzuchtige insecten die alles pakken wat binnen het bereik van de krachtige vangpoten komt en niet te groot is. Meestal bestaat de prooi uit andere insecten die in planten leven, zoals vliegen en muggen, sprinkhanen en vliesvleugeligen als bijen en hommels. Er zijn ook waarnemingen gedaan van grotere bidsprinkhanen die kleine hagedissen, kikkers en zelfs kleine vogels buitmaakten en opaten. Een bidsprinkhaan kan prooien aan die de helft groter zijn dan het dier zelf. Te grote prooien worden weer losgelaten. Het is zelfs mogelijk om met de ene poot een prooi vast te houden terwijl met de andere vangpoot de aanval op een tweede prooi wordt ingezet. Vervolgens worden de prooien een voor een opgegeten.
Een bidsprinkhaan vertrouwt op de camouflage en snelheid bij het vangen van de prooi. Met de vangpoten wordt een prooi binnen een tiende tot een honderdste van een seconde gegrepen. Bij het grijpen van de prooi worden de heupen van de voorpoten razendsnel naar voren bewogen waarbij de dijen en schenen worden gestrekt. Aan het einde van de schenen is een duidelijk zichtbare vanghaak aanwezig om de prooi te grijpen, waarna deze tussen de twee rijen stekels tussen scheen- en dijbeen wordt verankerd. Als de poten weer in rustpositie worden gebracht zit de prooi niet alleen muurvast geklemd waarbij de stekels het lichaam kunnen doorboren, maar bevindt zich ook vlak voor de monddelen van de bidsprinkhaan zodat deze direct kan beginnen met eten.
Bidsprinkhanen eten het liefst prooien met zachte delen die gemakkelijk vast te klemmen en te eten zijn. Sterk bepantserde dieren zoals boktorren worden vaak genegeerd. Zodra de prooi is vastgeklemd en verankerd door de vele stekels, wordt zo snel mogelijk de kop gezocht waarna deze wordt afgebeten. Hiermee wordt voorkomen dat de prooi in zijn doodstrijd de sprinkhaan aanvreet. Veel prooien van de bidsprinkhaan, zoals spinnen en sabelsprinkhanen, zijn zelf ook rovers en hebben bijtende of stekende kaken; andere insecten zoals bijen en hommels hebben een angel. De taaiere delen van prooidieren zoals de poten en vleugels worden niet gegeten maar losgeknaagd.
Bidsprinkhanen zijn zeer kannibalistisch; vooral de jonge nimfen eten het grootste deel van hun eigen broers en zussen binnen korte tijd op zodat er maar enkele overblijven. Dit lijkt nadelig voor de soort, maar door bij elkaar te blijven en elkaar op te eten hoeven ze niet op zoek naar prooien en kunnen ze veilig schuilen. Pas als ze enige malen hebben gegeten en zijn verveld zijn ze al groter en harder en beter beschermd tegen vijanden.
Berucht is het vrouwtje dat het mannetje opeet na de paring, zie onder paring, maar ook grotere nimfen vallen soortgenoten aan.
De verschillende voedselbehoeften hangen samen met de verschillende levensstadia van de bidsprinkhaan:
- Pasgeboren nimfen eten pas na de eerste vervelling.
- Voor iedere vervelling neemt de eetlust af en zoekt de nimf een schuilplaats op om te vervellen.
- Na de vervelling zijn veel soorten opvallend roofzuchtig; de prooi die vlak na een vervelling wordt gegrepen wordt vaak met poten en al opgegeten.
- De vrouwtjes zijn na de paring erg hongerig en eten alles wat ze tegenkomen en niet te groot is.

Na iedere maaltijd maakt de bidsprinkhaan de vangpoten schoon met de monddelen om de stekels vrij te houden van prooiresten.

## Vijanden en verdediging

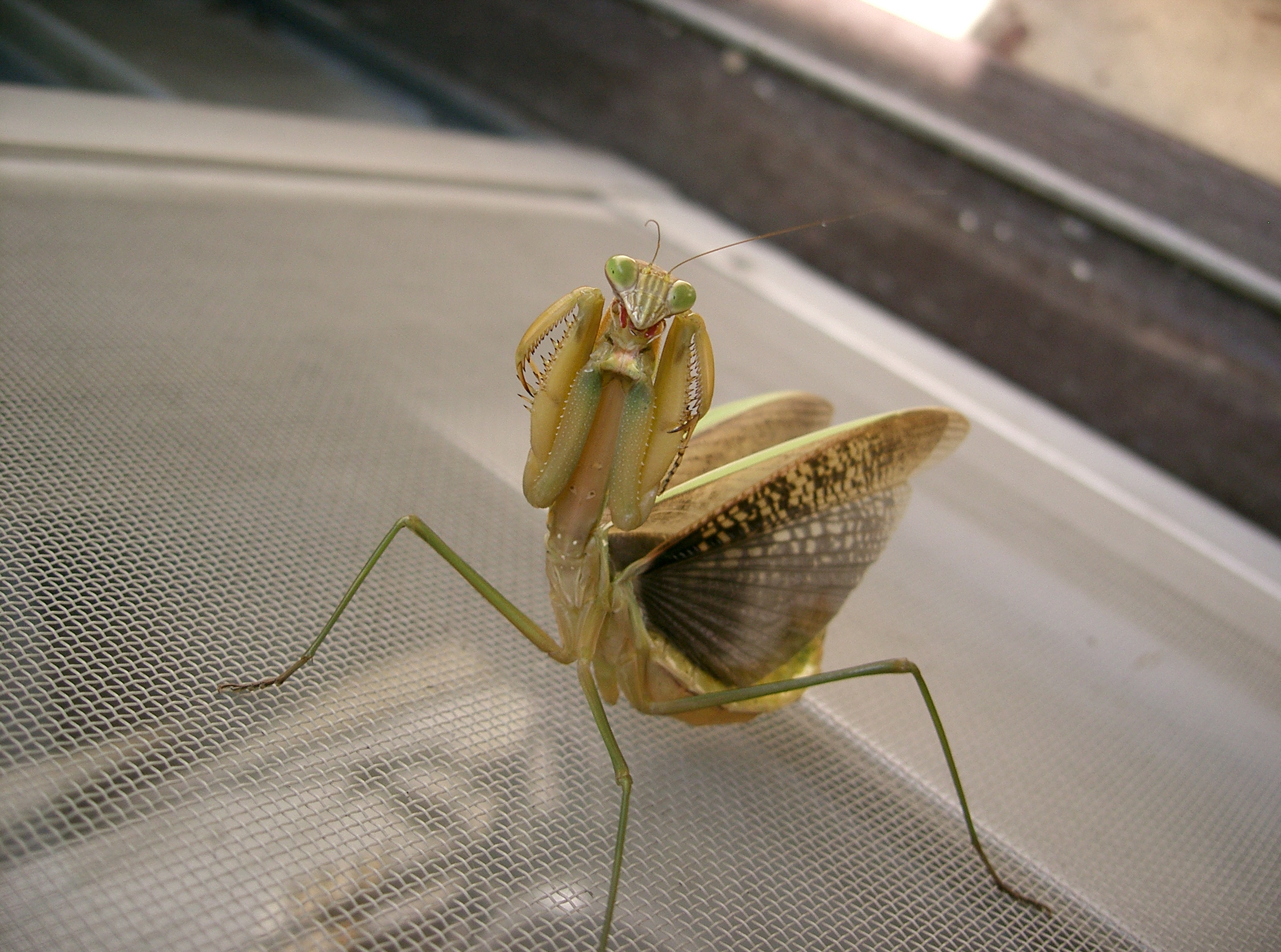
Dreighouding van Tenodera aridifolia

Bidsprinkhanen hebben vele vijanden, veel soorten worden door hun grootte door wat grotere dieren gegeten. De belangrijkste vijanden zijn vogels, die de bidsprinkhaan uit de vegetatie plukken. Ook rovende zoogdieren als spitsmuizen en vleermuizen eten graag bidsprinkhanen en ze zijn het favoriete voedsel van veel kameleons.
Bidsprinkhanen die regelmatig vliegen hebben de gewoonte om 's nachts te vliegen omdat ze tijdens de vlucht nogal opzichtig zijn en overdag kunnen worden opgemerkt door insectenetende vogels. Het zijn vooral de mannelijke bidsprinkhanen die kunnen vliegen om vrouwtjes op te sporen. Vleermuizen zijn door hun ultrageluid en nachtactieve levenswijze echter in staat de bidsprinkhanen waar te nemen en zijn daardoor een belangrijke vijand. Om de vleermuis te detecteren en te kunnen ontsnappen hebben bidsprinkhanen een uniek gehoororgaan dat ultrageluid kan waarnemen. Zodra de vliegende bidsprinkhaan het geluid van de vleermuis opmerkt laat de bidsprinkhaan zich omlaag vallen of gaat onregelmatig vliegen om zo te ontkomen, zie ook onder zintuigen.

### Camouflage
Bidsprinkhanen zijn goed gecamoufleerd en bewegen zich zo min mogelijk. Het is vaak moeilijk om een bidsprinkhaan in het wild waar te nemen; zelfs als het dier dichtbij zit wordt het vaak over het hoofd gezien. Tijdens het lopen worden met de looppoten wiegende bewegingen gemaakt zodat het lijkt alsof het lichaam door de wind bewogen wordt.
De meeste bidsprinkhanen zijn groen en vallen niet op tussen de bladeren in planten. Bodembewonende soorten hebben vaak een bruine kleur zodat ze vrijwel onzichtbaar zijn tussen de bladeren in de strooisellaag. Soorten die meer tussen de takken leven doen vaak denken aan een wandelende tak vanwege de dunne lichaamsbouw. Ten slotte zijn er ook soorten die op bloemen leven en de kleur hebben van de bloem. Een voorbeeld is de in orchideeën levende orchidee-bidsprinkhaan (Hymenopus coronatus) uit Maleisië, Borneo en Sumatra, die een wittige kleur heeft en vrijwel onzichtbaar is op een orchidee in rusthouding, maar juist opvalt in een andere omgeving.
De jonge nimfen van een aantal soorten lijken totaal niet op de ouderdieren, een voorbeeld is de soort Acontista concinna uit Ecuador. De nimfen lijken sprekend op de hier voorkomende vuurmieren. Door de sterke gelijkenis met vuurmieren, die berucht zijn om de pijnlijke steek, worden ze door veel dieren met rust gelaten. Naarmate de nimf ouder wordt, verandert de kleur en de lichaamsvorm en het volwassen exemplaar is groen en lijkt totaal niet op een mier maar heeft een typisch bidsprinkhaan-achtige bouw.

Camouflage
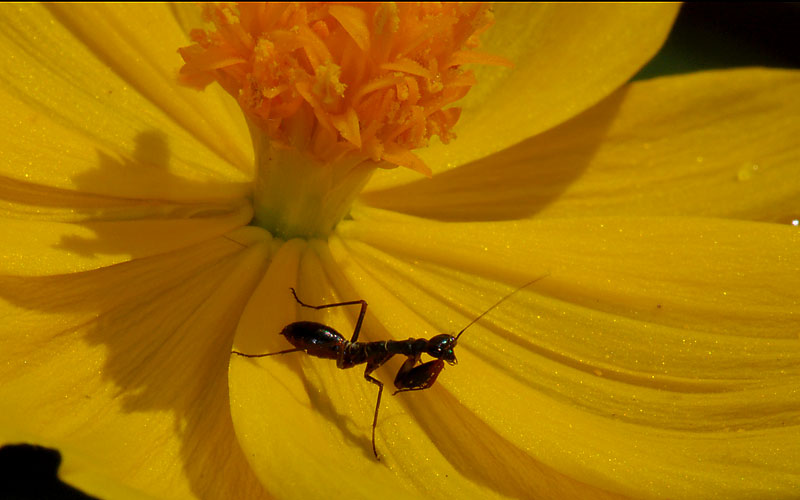
Nimfen van sommige soorten lijken op vuurmieren.
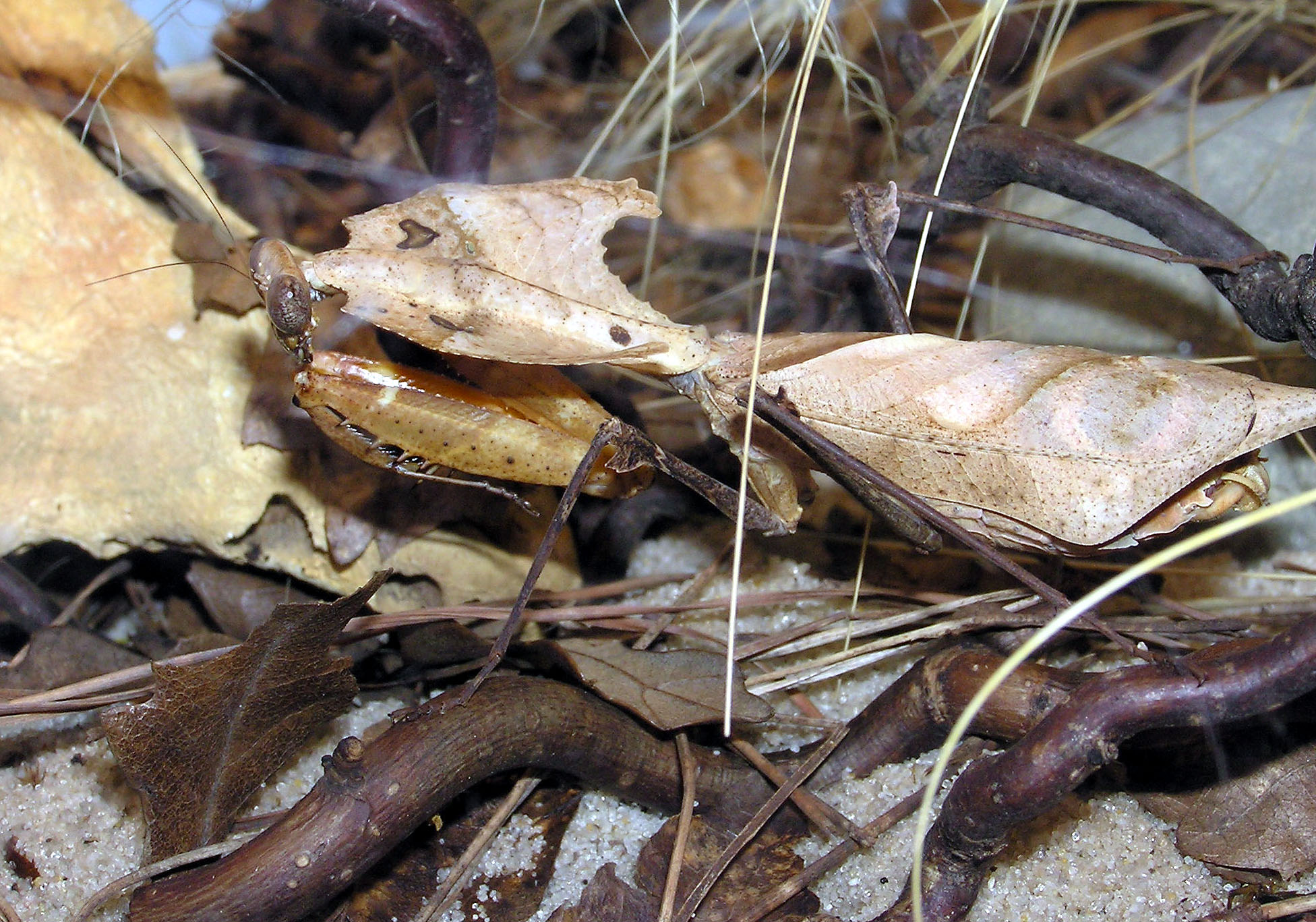
Deze soort is vrijwel onzichtbaar tussen de bladeren.
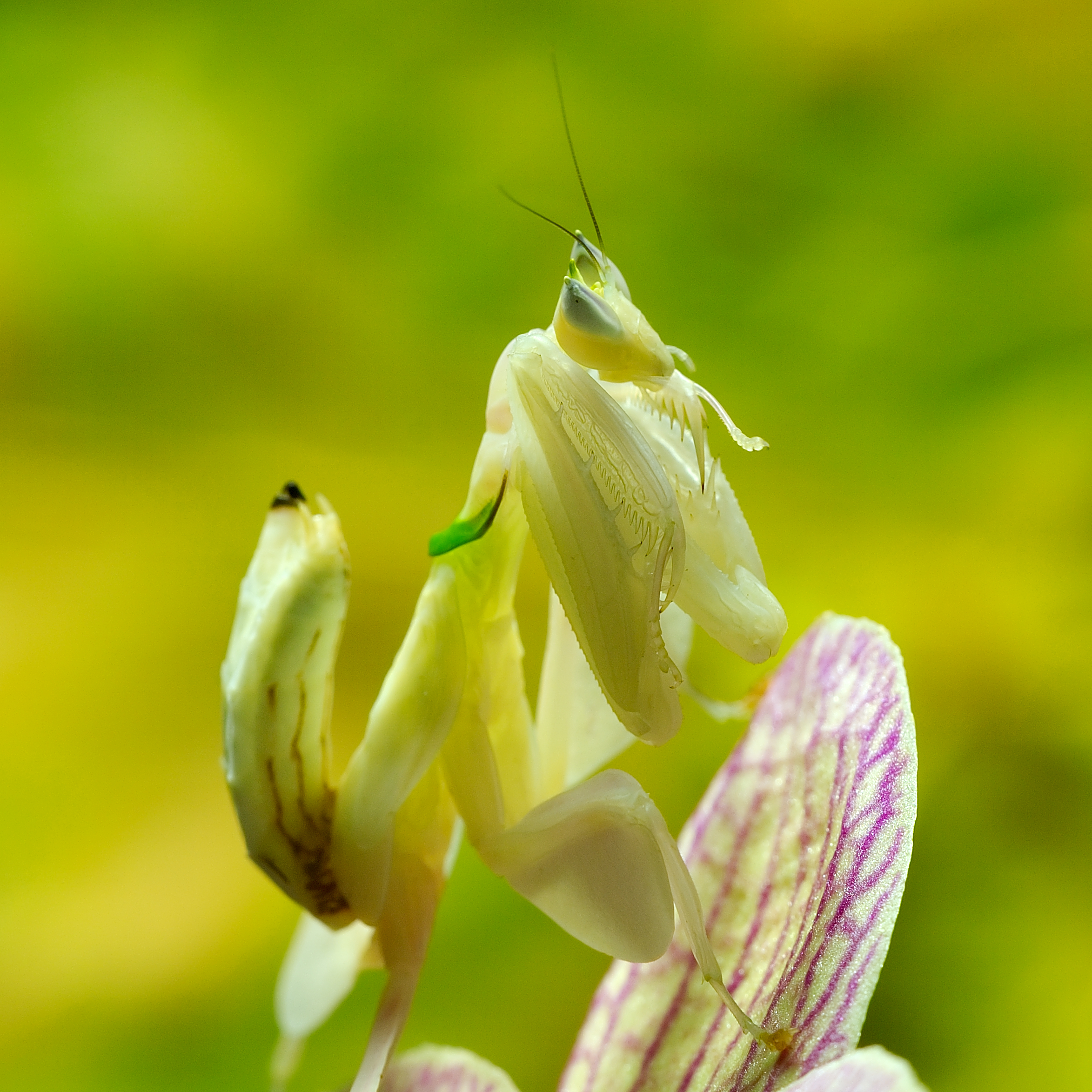
De orchidee-bidsprinkhaan is vrijwel onzichtbaar op bloemen.
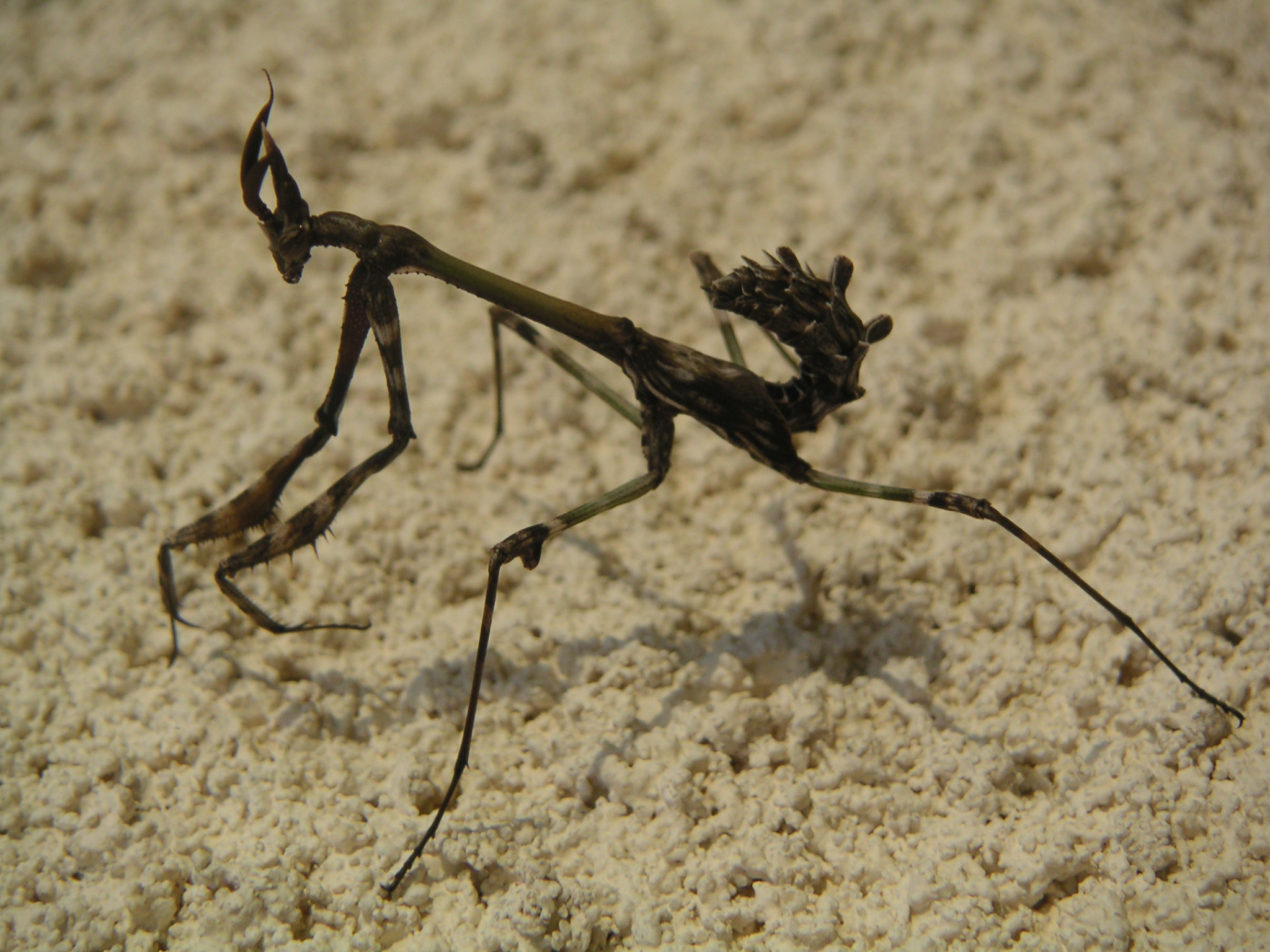
Empusa pennata lijkt op een takje.

### Dreighouding
Bidsprinkhanen vertonen bij een confrontatie met een vijand verschillende vormen van dreiggedrag. Vrijwel alle soorten heffen de vangpoten dreigend op naast de kop, wat doet denken aan een bokshouding. Andere soorten dreigen met hoog geheven en opengeklapte vangpoten, waarbij niet zelden felle kleuren op de poten zichtbaar worden die dienen als schrikkleur. Een voorbeeld is de devils flower mantis (Eng: duivelsbloem bidsprinkhaan, Idolomantis diabolica), die groen is maar bij bedreiging de voorpoten omhoog houdt. Hierbij worden de felle rode en blauwe kleuren zichtbaar. Ook worden de vleugels uitgeslagen waardoor het dier veel groter lijkt. Vaak zijn de vleugels voorzien van schrikkleuren, zoals felle rode of blauwe kleuren, die door roofdieren als oneetbaar kunnen worden herkend. Bij een aantal soorten komen oogvlekken voor op zowel de verharde voorvleugels als de vliezige achtervleugels. Een voorbeeld is de bloembidsprinkhaan Pseudocreobotra wahlbergi, die felle gele, spiraalvormige oogvlekken op de bovenzijde van de achtervleugels heeft. Bij verstoring worden de achtervleugels opgeheven en zijn de oogvlekken goed zichtbaar, ook komen de fel geel gekleurde achtervleugels tevoorschijn.

## Bidsprinkhanen en de mens
Bidsprinkhanen fascineren de mens al duizenden jaren en duiken op in verhalen, symbolen en zelfs in de sport. De naam bidsprinkhaan slaat op de gevouwen voorpoten wat doet denken aan bidden. Ook de wetenschappelijk naam Mantodea is afgeleid van het Griekse woord mantis, dat profeet of waarzegger betekent.
Volgens een oud Chinees gezegde kan indien men is verdwaald een bidsprinkhaan observeren waarna deze na een tijdje met de voorpoten de juiste weg zou aanwijzen. Volgens een Franse volkswijsheid kan op deze manier een verloren kind worden teruggevonden. Het eten van geroosterde bidsprinkhaan-eitjes zou volgens de Chinese folklore helpen tegen bedplassen. Volgens Arabische gezegden zou de bidsprinkhaan altijd in de richting van Mekka 'bidden'. In Afrika zou een bidsprinkhaan die op het hoofd landt geluk brengen en kunnen ze de doden tot leven wekken.
In middeleeuws Europa werden bidsprinkhanen bewonderd om hun toewijding aan het bidden. In de Verenigde Staten werd gedacht dat het bruine maagsap van de bidsprinkhaan een ezel kan doden.
Praying Mantis (Engels voor bidsprinkhaan) is een aan Kungfu verwante vechtsport die geïnspireerd is op de houding en de agressiviteit van de bidsprinkhaan. Hierbij worden zowel de handen als de voeten gebruikt om de tegenstander uit te schakelen.

### In gevangenschap

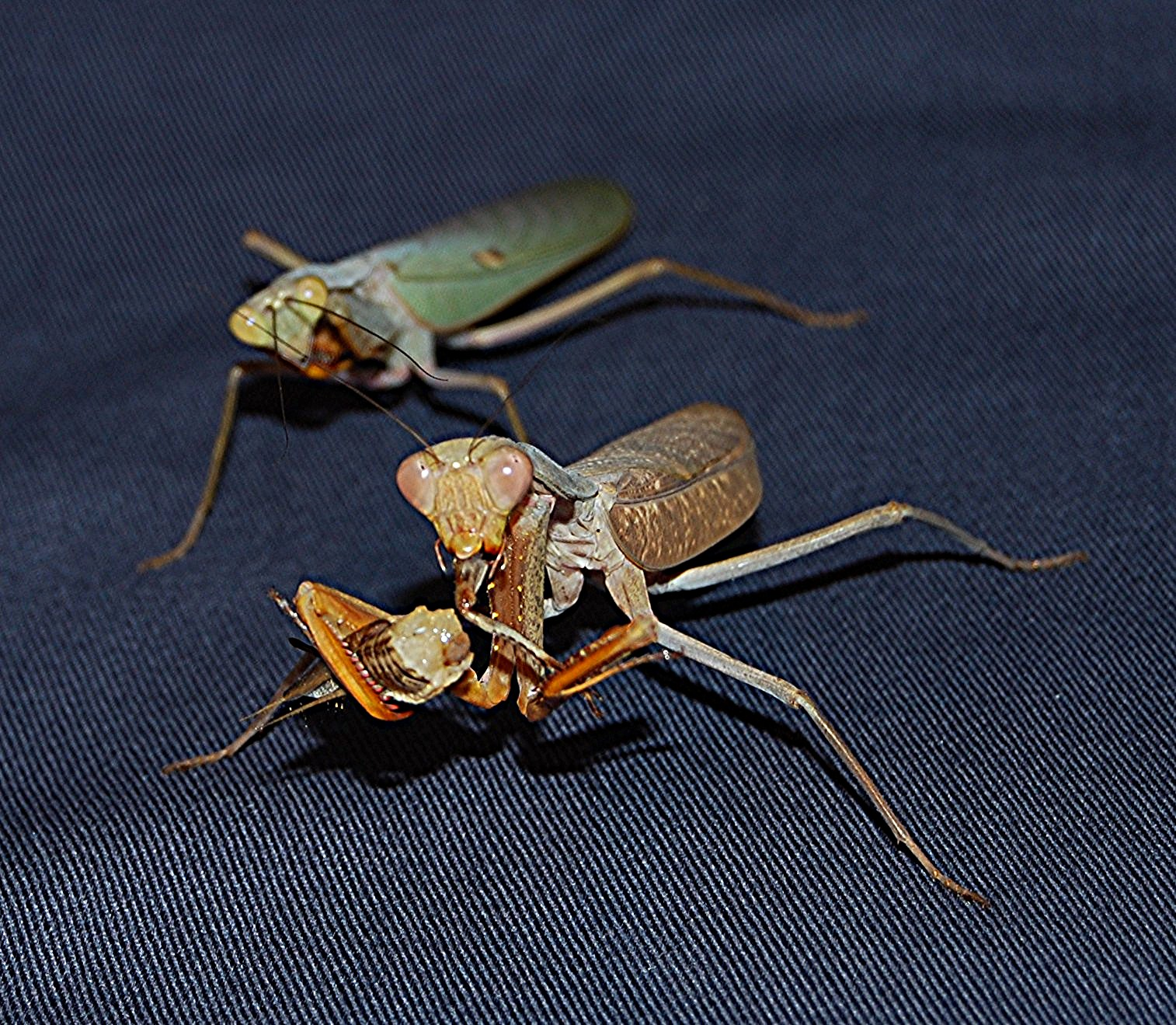
Om in gevangenschap gehouden dieren te laten paren zonder dat het mannetje (achtergrond) wordt opgegeten, wordt het vrouwtje (voorgrond) voorafgaand goed gevoerd.

Bidsprinkhanen zijn populair als huisdier en worden in een terrarium gehouden. Het zijn erg geschikte beginnerssoorten voor wie ervaring wil opdoen met exotische dieren. Bidsprinkhanen worden namelijk niet erg oud; de meeste soorten leven als volwassen dier hooguit enkele maanden en inclusief het nimfstadium ongeveer een jaar. Dit in tegenstelling tot veel in gevangenschap gehouden reptielen, amfibieën en sommige spinnen die soms tientallen jaren oud kunnen worden.
Bidsprinkhanen zijn moeilijker in leven te houden dan wandelende takken want ze hebben een terrarium met verlichting nodig en dienen vochtig te worden gehouden, bovendien eten ze geen planten maar uitsluitend levende prooidieren. Verder hebben ze in vergelijking met andere dieren niet al te veel verzorging nodig. Hopen uitwerpselen, talloze ziektes, parasieten, ontsnappingsgevaar, gillende paargeluiden, stress, kalk- en vitaminegebreken en uv-behoefte komen bij bidsprinkhanen niet voor. Alleen het levende voer wordt lastig als men in de stad woont, maar is bij dierenspeciaalzaken wel te verkrijgen. Empusa-soorten zijn overigens niet kannibalistisch en dus in groepen te houden. Nimfen zijn op te kweken in een afgeknipte limonadefles, met bijvoorbeeld een stuk panty als afdekking.
Een probleem bij het in gevangenschap houden van bidsprinkhanen is dat bij sommige soorten de mannetjes veel kleiner blijven dan de vrouwtjes. Hierdoor zijn ze eerder volwassen dan het vrouwtje en aangezien de mannetjes eenmaal volwassen niet lang leven, kan het voorkomen dat de mannetjes al lang dood zijn als het vrouwtje voor de laatste keer vervelt en volwassen wordt zodat ze kan paren. Dit kan worden voorkomen door de mannetjes bij een lagere temperatuur te houden en ze minder voedsel te geven zodat de groei wordt vertraagd.
Bij het hanteren van bidsprinkhanen is het belangrijk dat de dieren niet direct worden opgepakt omdat het lichaam kwetsbaar is. Bidsprinkhanen behoren tot de grotere insecten waardoor ze snel beschadigen. Een bidsprinkhaan kan het best worden opgepakt door deze met een verticaal gehouden handoppervlak naar het andere plat gehouden handoppervlak te manoeuvreren. Het insect zal over het algemeen niet snel wegvluchten. Houd rekening met het bliksemsnelle toeslaan van de vangpoten en de hier aanwezige rijen scherpe en naar achteren gerichte doorntjes. Als ze toeslaan met de stekelige vangpoten kunnen de naar achter gekromde stekels in de huid doordringen. Dit is niet alleen pijnlijk maar het is bovendien niet makkelijk om uit de greep te komen zonder het dier te beschadigen. Bidsprinkhanen zijn nooit giftig en bijten alleen als de kans zich voordoet.

## Indeling en taxonomie

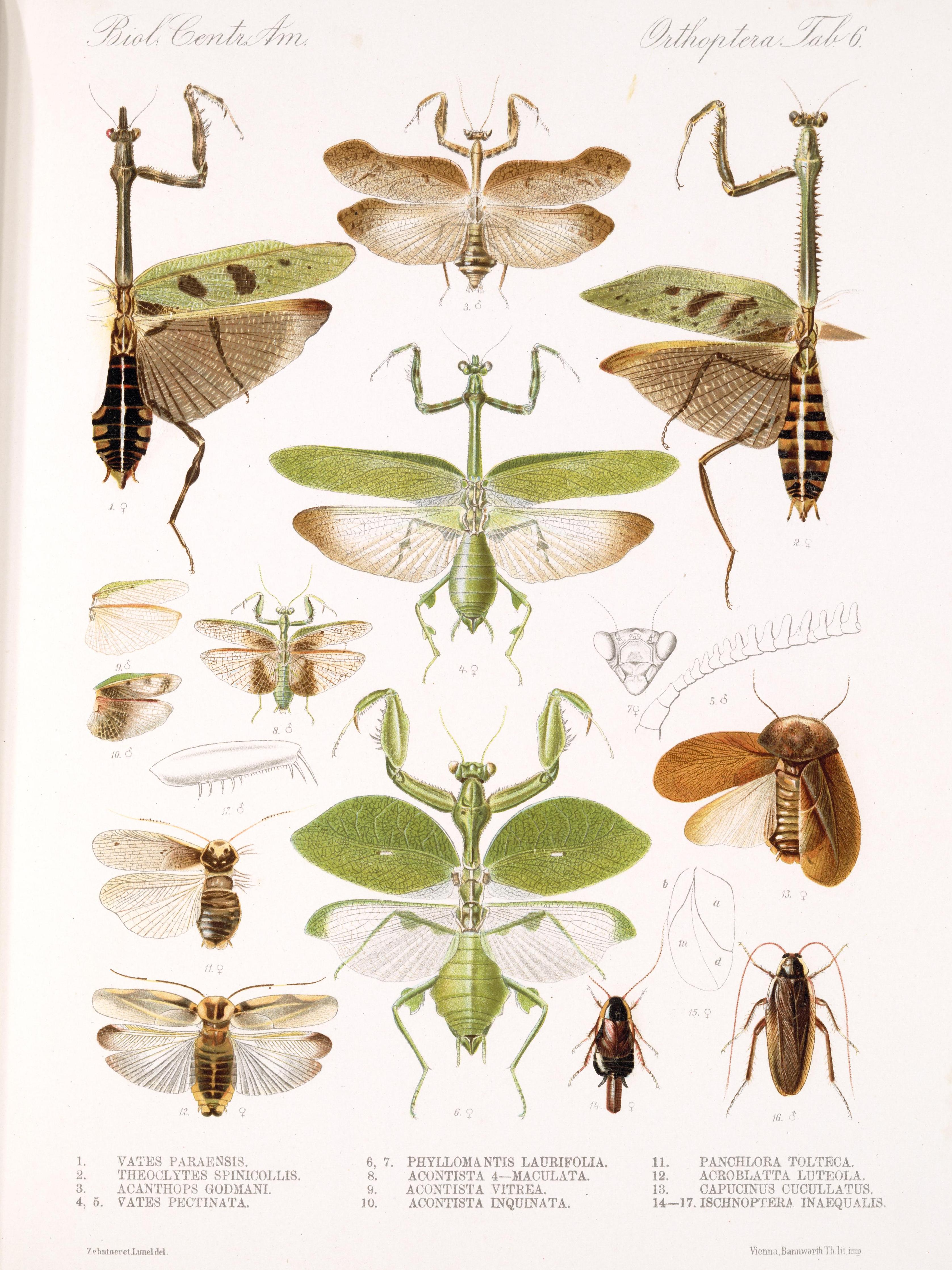
Tekening door Henri de Saussure uit 1893-1909 waarop kakkerlakken en bidsprinkhanen zijn afgebeeld

Bidsprinkhanen behoren net als de meeste insecten tot de Pterygota of gevleugelde insecten. Dit is een sterk uiteenlopende groep, er zijn bijvoorbeeld ook ongevleugelde Pterygota zoals de vlooien (Siphonaptera). Dergelijke soorten hebben hun vleugels in de loop der evolutie door degeneratie weer verloren.
Bidsprinkhanen zijn een vrij uniforme groep in vergelijking met andere groepen van insecten waaraan ze fylogenetisch verwant zijn. De indeling van de Pterygota is sterk aan verandering onderhevig op basis van nieuwe inzichten, waardoor de positie van de bidsprinkhanen binnen de Pterygota in het verleden verscheidene malen is verschoven. Binnen de Pterygota vallen de bidsprinkhanen onder de infraklasse Neoptera of nieuwvleugeligen en de superorde Exopterygota waartoe onder andere de libellen, rechtvleugeligen, wantsen en cicaden behoren. Ook minder bekende orden van insecten behoren tot deze groep zoals de extremofiele Grylloblattodea en de vrij onbekende webspinners (Embioptera). Deze orden zijn wat betreft de ontwikkeling duidelijk afwijkend in vergelijking met de orden uit de andere grote groep van gevleugelde insecten; de Endopterygota. Aan de Endopterygota zijn de bidsprinkhanen niet direct verwant en ze zijn er in de regel duidelijk van te onderscheiden. De insecten die tot deze groep behoren ondergaan een geheel andere ontwikkeling. De onvolwassen stadia of larve van deze soorten hebben een wormachtig uiterlijk totdat ze verpoppen. Uit de pop komt vervolgens de imago tevoorschijn dat uiterlijk sterk verschilt, voorbeelden van dergelijke insecten zijn kevers en vlinders. De Exopterygota, waartoe de bidsprinkhanen behoren, kennen geen popstadium.
Bidsprinkhanen zijn door hun karakteristieke lichaamsbouw maar met weinig insecten te verwarren. Alleen insecten die net als de bidsprinkhanen grote vangpoten hebben ontwikkeld, een vorm van convergente evolutie, lijken enigszins op bidsprinkhanen, zie het kopje onderscheid met andere groepen.
De precieze fylogenetische relatie tussen al deze groepen is nog grotendeels onbekend. Men is het er wel over eens dat de bidsprinkhanen nauwer verwant zijn aan de kakkerlakken (Blattodea) en de termieten (Isoptera) dan aan andere groepen. Daarom worden de bidsprinkhanen, de termieten en de kakkerlakken wel als één groep gezien; de Dictyoptera. Lange tijd werden bidsprinkhanen zelfs louter als een subgroep van de orde der kakkerlakken (Blattodea) gezien.
Bidsprinkhanen zijn geëvolueerd uit kakkerlak-achtige insecten, maar zijn niet direct verwant aan de moderne soorten kakkerlakken, waar ze ook totaal niet op lijken. De kakkerlakken en de bidsprinkhanen hebben echter een gemeenschappelijke voorouder, zijn dus wel indirect aan elkaar verwant. De bidsprinkhanen zijn waarschijnlijk afgesplitst van de kakkerlak-achtige oervorm gedurende het Krijt.
Ook de relatie tussen de bidsprinkhanen en de rechtvleugeligen en kakkerlakken is nog onduidelijk. Krekels zijn nauwer verwant aan kakkerlakken dan aan sprinkhanen. De indeling klopt dus niet helemaal, en de positie van de oorwormen en wandelende takken en -bladeren (Phasmatodea) is evenmin duidelijk.

### Families
Omtrent de fylogenetische stamboom van de verschillende soorten en groepen van bidsprinkhanen bestaat veel discussie. Volgens sommige bronnen zijn er 8 of 9 families, door andere auteurs worden 18 verschillende families onderscheiden. De familie Santanmantidae werd pas in 2003 toegewezen. Onderstaande indeling komt van Mantodea Species File, en bestaat uit 18 families en 49 onderfamilies. De families zijn, ongebruikelijk bij insecten, niet verdeeld in hogere groepen zoals superfamilies. Sommige families van bidsprinkhanen zijn alleen als fossiel bekend. Er zijn daarnaast groepen die nog niet tot een bepaalde familie worden toegewezen, zoals de soorten uit het uitgestorven geslacht Jersimantis.
Orde Mantodea
- Familie Acanthopidae
- Familie Amorphoscelidae
- Familie Baissomantidae †
- Familie Chaeteessidae
- Familie Cretomantidae
- Familie Empusidae
- Familie Eremiaphilidae
- Familie Hymenopodidae
- Familie Iridopterygidae
- Familie Liturgusidae
- Familie Mantidae
- Familie Mantoididae
- Familie Nanomantidae
- Familie Metallyticidae
- Familie Santanmantidae
- Familie Sibyllidae
- Familie Tarachodidae
- Familie Thespidae
- Familie Toxoderidae

## Lijst van gebruikte wetenschappelijke termen
- abdomen – achterlijf van een insect waarin zich de organen bevinden.
- coxa – heup; het eerste segment vanaf het lichaam.
- facetoog – samengesteld oog; beter ontwikkeld dan de ocelli.
- femur – dijbeen; het tweede pootsegment.
- filiform – draadvormig; slaat op de vorm van de antennes.
- holometabool – verpoppend, een volledige gedaanteverwisseling hebbend.
- hemimetabool – niet-verpoppend, een niet-volledige gedaanteverwisseling hebbend, behorend tot de Exopterygota.
- kaaktaster – onderste kaaktaster, gepaard tastorgaan aan de onderkaak.
- liptaster – bovenste kaaktaster, gepaard tastorgaan aan de bovenkaak.
- mesothorax – middenborststuk, het middelste deel van het borststuk.
- metathorax – achterborststuk, het achterste deel van het borststuk.
- ocelli – bij-oogjes, dit zijn onderontwikkelde ogen die ook voorkomen bij andere insecten.
- oötheca – eierpakket of eicapsule; een beschermende excretie waarin de eitjes worden afgezet.
- pronotum – halsschild; dit beschermt bij de meeste insecten het gehele borststuk maar bij bidsprinkhanen alleen de prothorax.
- prothorax – eerste segment van het borststuk. Bij de meeste insecten onopvallend maar bij de bidsprinkhanen juist prominent vanwege het verlengde borststuk.
- schrikkleur – felle kleuren; die meestal onverwachts, zoals bij verstoring, worden getoond om af te schrikken.
- spermatofoor – spermapakketje; een excretie waarin het sperma wordt overgedragen door het mannetje aan het vrouwtje.
- spermatheca – spermakamer - lichaamsholte van het vrouwtje waarin de spermacellen worden opgeslagen.
- tarsus – voet; de tarsus is geleed en de segmenten worden tarsomeren genoemd.
- thorax – borststuk; hieraan zijn de poten en vleugels gehecht.
- tibia – scheen; het derde segment vanaf het lichaam.
- trochanter – dijring; deel van de poot dat de heup en de dij verbindt maar moeilijk zichtbaar is.